# Fear No Evil (película de 1981)
Fear No Evil (titulada Sin temor al demonio en Hispanoamérica, Lucifer en España y La profecía del año 2000 en México) es una película estadounidense de terror de 1981 escrita y dirigida por Frank LaLoggia. La trama se desarrolla en torno a un estudiante de diecisiete años de edad que al descubrir que es el Anticristo, comienza a reunir zombis y luchar contra dos arcángeles personificados.
Fear No Evil fue el debut como director de LaLoggia, quien personalmente recaudó los 150 mil dólares con que se realizó el filme.

## Reparto
- Stefan Arngrim	como Andrew Williams
- Elizabeth Hoffman como Mikhail/Margaret Buchanan
- Kathleen Rowe McAllen como Gabrielle/Julie
- Frank Birney como el padre Daly
- Daniel Eden como Tony
- John Holland como Rafael/el padre Damon
- Barry Cooper como el señor Williams
- Alice Sachs como la señora Williams
- Paul Haber como Mark
- Roslyn Gugino como Marie
- Richard Jay Silverthorn como Lucifer
- Mari Anne Simpson como Brenda

## Recepción
En 1981, Fear No Evil ganó el Premio Saturn a mejor película de bajo presupuesto.
La revista Variety la describió como «espeluznante y surreal» y «fuerte en interferencias». Sin embargo la película no impresionó a Tom Buckley de The New York Times, quien la comparó de forma negativa a los filmes de George A. Romero y escribió: «Los diálogos y descripciones son rudimentarios. De las actuaciones y la dirección lo mejor que se puede decir es que no harían el ridículo en un club de actuación de un pequeño pueblo».